# Kumiho
La kumiho (구미호?; 구 "gu" - nove; pronunciato [kumiho] e tradotto letteralmente come volpe a nove code) è una creatura che appare nelle narrazioni orali e nelle leggende della Corea, ed è simile alle fate europee. Secondo tali storie, una volpe che vive per cento anni (per mille secondo altri racconti) diventa una kumiho, come le controparti giapponesi e cinesi. Essa può liberamente trasformarsi, tra l'altro, anche in belle donne succubi, che seducono giovani ragazzi, per ucciderli e spesso per poi mangiare il loro fegato o il loro cuore (a seconda delle leggende). Ci sono numerose narrazioni in cui appare una kumiho, molte delle quali si possono trovare nell'enciclopedia Compendio della Letteratura Orale Coreana (한국 구비문학 대계?, Han-guk gubimunhak daegyeLR).

## Mitologia

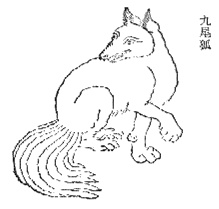
Una volpe a nove code, dall'edizione Qin dello Shan Hai Jing.

Traendo la propria origine dagli antichi miti cinesi, la kumiho coreana condivide molte caratteristiche con la cinese huli jing e la giapponese kitsune. I miti relativi alle tre creature concordano che gli spiriti volpe sono il risultato di una grande longevità o di un accumulo di energia: in particolare, le kumiho sarebbero volpi che hanno vissuto per mille anni e che hanno il potere di cambiare aspetto, presentandosi di solito sotto le spoglie di una donna. Tuttavia, mentre le huli jing e le kitsune sono rappresentate come buone o cattive a seconda dei casi, le kumiho sono quasi sempre trattate come figure negative che si cibano di carne umana. Non è chiaro in quale periodo i coreani abbiano iniziato a vedere le kumiho solo come delle creature maligne, poiché molti testi antichi menzionano kumiho benevole che assistono gli umani, e umani malvagi che spesso ingannano volpi gentili ma ingenue. Più tardi, la letteratura dipinge le kumiho come delle creature assetate di sangue, per metà umane e per metà volpi, che di notte vagano per i cimiteri, profanando le tombe per estrarre i cuori dai cadaveri. La favola La sorella volpe narra di uno spirito volpe che preda una famiglia per mangiarne i fegati.
La maggior parte delle leggende raccontano che, anche se la kumiho è in grado di cambiare aspetto, mantiene sempre qualche caratteristica volpina (per esempio, i tratti del viso, oppure le orecchie o le nove code). In La trasformazione della kumiho (구미호의 변신?, Gumiho-ui byeonsinLR), una kumiho si trasforma in modo da essere identica alla sposa di un matrimonio e viene scoperta solo quando le vengono tolti i vestiti. Bak Mun-su e la kumiho (박문수와 구미호?, Bak Mun-suwa gumihoLR) narra di un incontro tra Bak Mun-su e una ragazza dall'aspetto volpino che vive da sola nel bosco. In La fanciulla che scoprì una kumiho attraverso un poema cinese (한시로 구미호를 알아낸 처녀?, Hansiro gumihoreul ar-anaen cheonyeoLR), la kumiho viene scoperta quando un cane da caccia ne avverte l'odore della volpe e attacca. Nonostante l'abilità di cambiare forma, la vera identità di una kumiho è gelosamente custodita dalla creatura stessa.
Come i licantropi o i vampiri della tradizione occidentale, il mito varia in base alle libertà che ogni storia si prende dalla leggenda. Alcuni racconti dicono che, se la kumiho evita di uccidere e mangiare gli umani per mille giorni, può diventare umana. Altri, come il drama Gumiho - Yeo-unu-idyeon, narrano che è necessario che l'umano che abbia scoperto la vera identità della kumiho la tenga segreta per dieci anni. In un altro drama, Chunbunjjae namja, la volpe può diventare un essere umano se riesce a mangiare mille fegati in mille anni, pena la trasformazione in bolle; in Guga-ui seo, deve evitare di uccidere, mostrare la sua vera identità e aiutare le persone per cento giorni, dopodiché diventerà umana: in caso contrario, si trasformerà in un demone millenario. Una versione della mitologia stabilisce che, se dotata di abbastanza forza di volontà, una kumiho può trascendere il suo stato mostruoso e diventare permanentemente umana, perdendo le sue connotazioni malvagie. Le spiegazioni su come riuscirci variano, ma includono azioni come evitare di uccidere o mangiare carne per mille giorni, o ottenere un Cintamani e fare in modo che la loro Yeouiju (여의주?, Yeo-uijuLR) veda la Luna piena ogni mese durante la prova. Pur possedendo la Yeouiju come i draghi coreani, le kumiho non sono onnipotenti o in grado di creare, poiché ritenute creature inferiori rispetto a loro.

## Nella cultura di massa
Sono numerose le opere che si concentrano sulla kumiho.

### Cinema e televisione
- Il film sudcoreano dell'orrore del 1994 Gumiho.
- Il drama del 2004 Gumiho woejeon.
- La commedia musicale del 2006 Gumiho gajok.
- Il film d'animazione del 2007 Cheonnyeon-yeowoo Yeowoobi.
- Il drama del 2008-2009 Jeonseol-uigohyang
- Il drama romantico del 2010 Nae yeojachin-guneun gumiho.
- Il drama storico del 2010 Gumiho - Yeo-unu-idyeon.
- Il drama del 2012 Chunbunjjae namja.
- Il drama storico del 2013 Guga-ui seo.
- Il drama romantico del 2013 Nail Shop Paris.
- Nell'episodio 149 del varietà Running Man, l'attrice Song Ji-hyo e le ospiti femminili devono raccogliere nove code per diventare delle kumiho.
- Nella'anime Naruto il protagonista è la forza portante della Volpe a nove code.
- 2020 Nella serie televisiva Lovecraft Country - La terra dei demoni il primo amore di Atticus è una Kumiho che deve prendere 100 anime di uomini per poter lasciare il corpo di Ji-ah.
- Tale of the Nine Taled, drama romantico del 2020.
- 2021 drama coreano My roommate is a Gumiho.
- 2021 Netflix cartone anime giapponese.

### Fumetti
- Il manhwa del 2002 Shin gumiho di Han Hyun-dong.
- Il manhwa del 2006 Laon di Kim Young-bin e You Hyun.
- Il manhwa del 2010 Oh, My Romantic Kumiho di Kim Yeong-mi.
- Il manhwa del 2011 Cheonnyeon gumiho di Giryang.
- Il webcomic del 2011 The Fox Sister di Christina Strain e Jayd Aït-Kaci.

### Videogiochi
- Ahri di League of Legends.
- Ara Haan di Elsword.
- Kumiho Cookie di  Cookie Run.